# Naturschutzgebiet Steinbruch Biggen

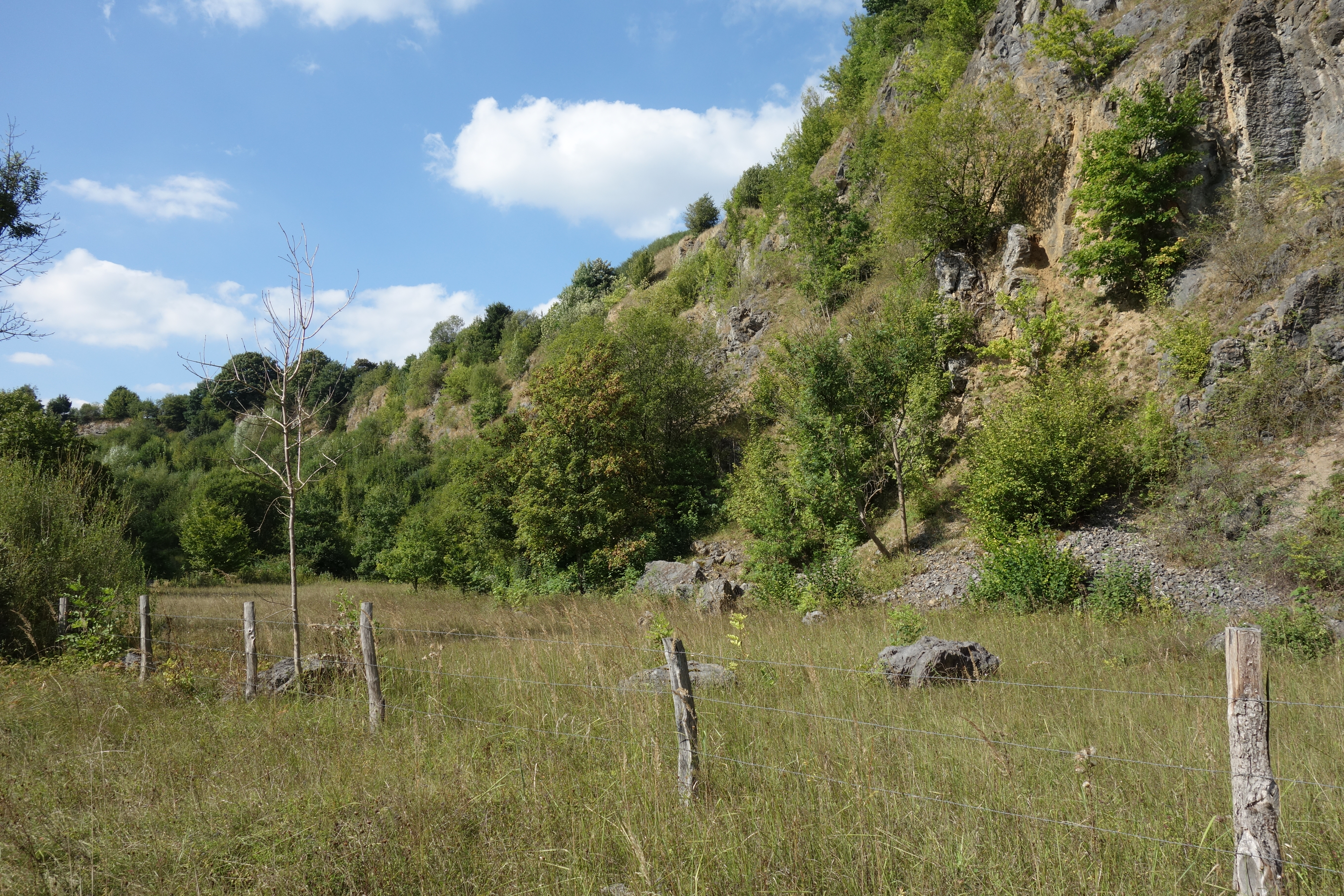
Westliche Bereich vom Naturschutzgebiet Steinbruch Biggen

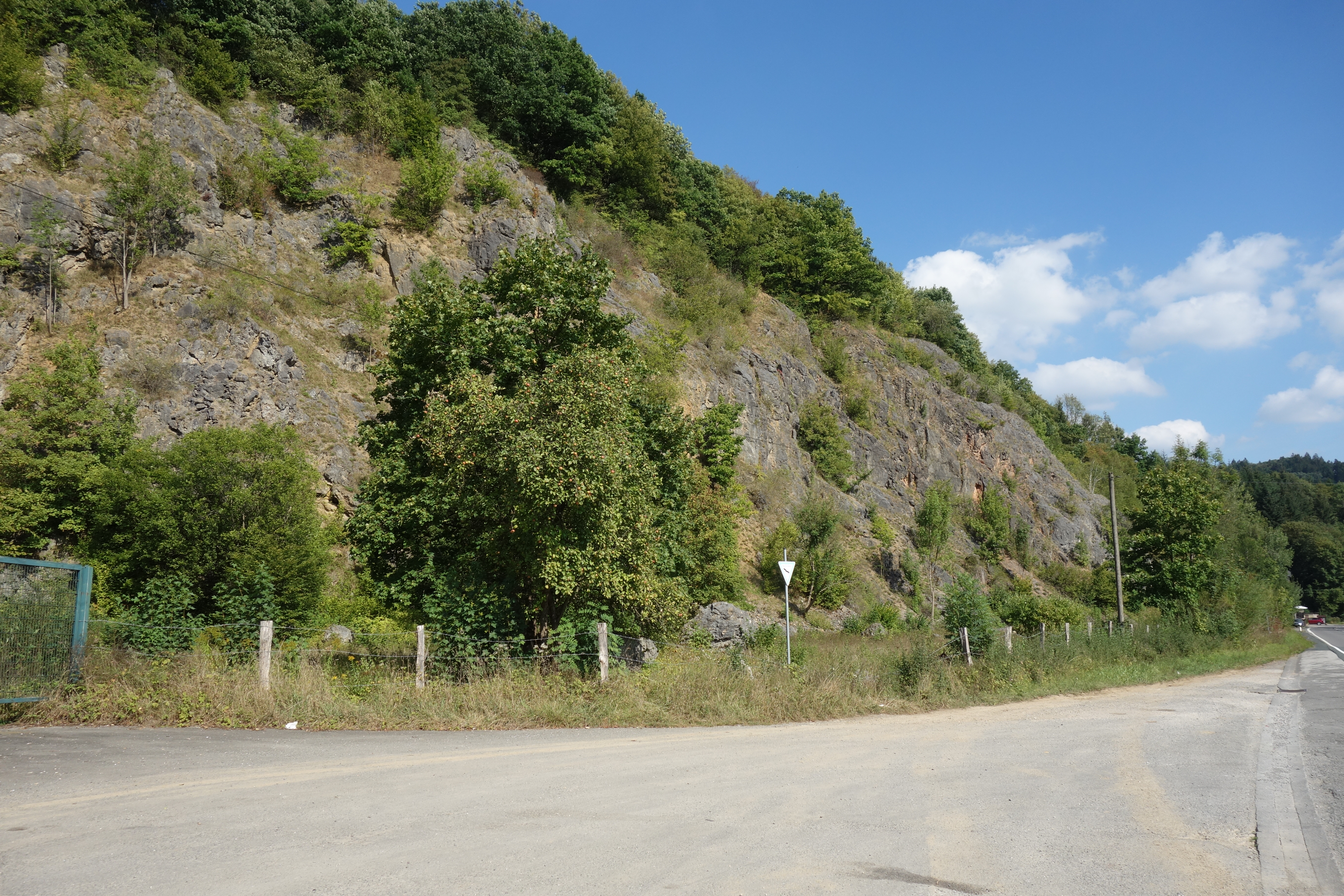
Östliche Bereich vom Naturschutzgebiet Steinbruch Biggen

Das Naturschutzgebiet Steinbruch Biggen ist ein 11,5 ha großes Naturschutzgebiet (NSG) östlich von Attendorn im Kreis Olpe in Nordrhein-Westfalen. Es wurde 2003 im Rahmen der Aufstellung des Landschaftsplanes Attendorn-Heggen-Helden einstweilig sichergestellt und 2006 vom Kreistag mit dem Landschaftsplan Nr. 3 Attendorn-Heggen-Helden ausgewiesen. Nur durch die Landstraße 539 getrennt liegt das Naturschutzgebiet Auwald Biggen südlich vom NSG. Südwestlich des NSG liegt das Naturschutzgebiet Atta-Höhle.

## Gebietsbeschreibung
Bei dem NSG handelt es sich um den dortigen ehemaligen Kalksteinbruch. Im Gebiet kommt der Uhu vor.